# 貫達人
貫 達人（ぬき たつと、1917年4月6日 - 2009年11月17日）は、日本の歴史学者。青山学院大学文学部名誉教授。

## 経歴
出生から修学期
1917年、東京小石川区(現･東京都文京区)で中国哲学者・宇野哲人の三男として生まれた。その後、貫正雄の養子となった。東京帝国大学文学部国史学科で学び、1941年に卒業。
日本中世史研究者として
東京大学史料編纂所所員として勤務。鎌倉市史編纂員を務めた後、東洋大学助教授に就いた。その後、文部省教科書調査官、神奈川県立博物館（現・神奈川県立歴史博物館）学芸部長。1968年に青山学院大学文学部教授となり、1976年からは文学部長を務めた。1982年より副学長。1987年に青山学院大学を定年退職し、名誉教授となった。その後は宮崎産業経営大学学長を務め、1991年に退任。この間72年間に渡って鎌倉国宝館長を務めた。

### 委員・役員ほか
- 文化庁文化財保護審議会委員
- 神奈川県文化財保護審議会委員
- 神奈川県文化財協会 会長[5]

## 受賞・栄典
- 1983年：神奈川文化賞を受賞[6]

## 家族・親族
- 長男：貫成人は哲学者。
- 養父：貫正雄
- 実父：宇野哲人は中国哲学研究者。
- 実兄：宇野精一も中国哲学研究者。
- 実弟：宇野義方は国語学者。
- 実弟：宇野健吾(1922～)は経済学者。筑波大学名誉教授。
- 実姉の夫：桑田六郎は東洋史学者。大阪大学名誉教授。篠原健一（元早稲田大学教授・物理学者、1905年 - ）。
- 実妹の夫：安藤良雄は経済学者。東京大学名誉教授、成城大学学長(1917 - 1985）。

## 著作

### 著書
- 『鎌倉の廃寺 勝長寿院・永福寺・法華堂・大慈寺』鎌倉市教育委員会、鎌倉国宝館(鎌倉国宝館論集) 1961
- 『鎌倉の廃寺 諸宗の部』鎌倉市教育委員会、鎌倉国宝館(鎌倉国宝館論集) 1962年

- 『畠山重忠』吉川弘文館(人物叢書) 1962
- 『円覚寺』荒牧万佐行写真、中央公論美術出版 1964
- 『鎌倉文化財散歩』学生社 1972
- 『鶴岡八幡宮』中央公論美術出版(美術文化シリーズ) 1976
- 『鶴岡八幡宮寺 鎌倉の廃寺』有隣新書 1996

### 共編著
- 『相州古文書 改訂新編』(全5巻) 角川書店 1965-1970 [7]
- 『鎌倉・歴史と美術』三山進共編、至文堂 1966
- 『鎌倉の幕府』(図説日本の歴史 6) 編集責任、集英社 1974
- 『鶴岡社務記録』三浦勝男共編、鶴岡八幡宮社務所(鶴岡叢書) 1978
- 『觧明鶴岡八幡宮古文書集』三浦勝男共編、鶴岡八幡宮社務所(鶴岡叢書) 1980
- 『鎌倉廃寺事典』川副武胤共著、有隣堂 1980
- 『鎌倉のすべて』三山進共編、至文堂 1986
- 『鶴岡八幡宮寺諸職次第』三浦勝男共編纂、鶴岡八幡宮社務所(鶴岡叢書) 1991
- 『鎌倉の仏教 中世都市の実像』石井進共編、有隣新書 1992
- 『鎌倉志料』(第8-9巻) 編、鎌倉国宝館 1996-2001
- 『鎌倉の肖像彫刻』(全2巻) 編、鎌倉国宝館(鎌倉国宝館図録) 1997-1999
- 『鎌倉の国宝 特輯』編、鎌倉国宝館 1999
- 『鎌倉の五輪塔』編、鎌倉市教育委員会(鎌倉国宝館図録) 2001
- 『鎌倉の宝篋印塔』再版 編、鎌倉市教育委員会(鎌倉国宝館図録) 2002

### 監修
- 『伊勢原市史 通史編 1』[8]

## 貫達人に関する資料
- 「貫達人先生：年譜と業績」『青山史学』10号, 青山学院大学, 1987年, 13-19頁.
- 三浦勝男「貫達人氏の訃（学界消息）」『日本歴史』第743号、吉川弘文館、2010年、142頁。
- 『人事興信録』1995年